# Borderland
Borderland es una película de terror mexicanoestadounidense de 2007, escrita y dirigida por Zev Berman. Está basada vagamente en la historia real de Adolfo de Jesús Constanzo, el líder de un culto religioso que practicaba sacrificios humanos.

## Argumento
La acción comienza con policías de la Ciudad de México golpeando la puerta de lo que parece ser una casa abandonada. Ulises y su socio entran en la casa y encuentran los restos macabros de sacrificios de animales y restos humanos. Los dos son emboscados por los ocupantes y Ulises se ve obligado a verlos torturar y mutilar a su compañero hasta que lo decapitan. Ulises recibe un disparo en la pierna y se le permite vivir para advertir a otros agentes del orden de que permanezcan fuera de su camino.
Un año después, Ed, Henry y Phil, tres jóvenes de Texas recientemente graduados de la universidad, están disfrutando de una fogata en la playa en Galveston, Texas. Ellos deciden ir a México en la semana para visitar clubes de estriptis y aprovecharse de la falta de aplicación de la ley.
Ed conoce a una camarera llamada Valeria tras ser apuñalado defendiéndola durante una pelea de bar y se enamora de ella, mientras que Henry prepara a Phil para su primer encuentro sexual con una prostituta, que tiene "apenas 17". Phil inmediatamente se enamora de la prostituta, de quien rápidamente se entera de que tiene un bebé. Los muchachos, Valeria, y su prima Lupe disfrutan de unas setas alucinógenas antes de ir a una feria. Phil se va temprano a darle al bebé de la prostituta un oso de peluche, y mientras Phil se aleja solo de la feria, de mala gana entra en un coche con un par de hombres que se someten a secuestrarlo.
A la mañana siguiente, Henry y Ed observan que Phil no ha regresado y comienzan a investigar, eventualmente asociándose con Ulises, después de que Henry recibe un disparo; se encuentran con que las autoridades locales y la gente del pueblo están totalmente aterrorizados respecto a los captores de Phil. Se revela que Phil está cautivo en una choza en un rancho, bajo la mirada de un hombre llamado Randall, quien lo hiere luego de que Phil trata de escapar. Los captores le explican que ellos siguen a un «vudú africano» llamado Palo Myombe y que están preparando un sacrificio humano (un «gringo», en contraposición a los ciudadanos comunes en México que han sido sacrificados) para obtener el poder de la Nganga por sus medicamentos con el objetivo de ser invisibles a los guardias fronterizos, mientras ingresan de contrabando en los Estados Unidos.
Henry es más tarde asesinado a machetazos por varios hombres armados con machetes en el techo de su hotel, y Ed y Valeria deciden ir con Ulises para ir a matar a los hombres que secuestraron a Phil. Para entonces, ya es demasiado tarde para salvar a Phil, sin embargo, eso no detiene a Ulises de matar de un balazo al líder del culto incluso después de haber recibido un tiro él mismo. Ed, Valeria, y Ulises viajan por un camino hacia una casa habitada por un anciano, en donde Ulises se desangra hasta la muerte. Los miembros de la secta siguen a Ed y Valeria a la casa, y los dos arriesgan sus vidas para matar a los miembros restantes, y más tarde deciden cruzar a nado el Río Grande, a dos kilómetros al norte de su ubicación.
La película termina con una leyenda que explica que varios kilos de cocaína fueron encontrados en contenedores junto con cabello humano, más de cincuenta cadáveres fueron exhumados de una fosa común en el rancho, Ed y Valeria fueron interrogados después de ser capturados cruzando a nado el río, y que varios sospechosos siguen en libertad.

## Reparto
- Brian Presley Como Ed.
- Jake Muxworthy Como Henry.
- Rider Strong Como Phil.
- Damián Alcázar Como Ulises.
- Elizabeth Cervantes Como Anna.
- Martha Higareda Como Valeria.
- Francesca Guillén Como Lupe.
- Sean Astin Como Randall.
- Beto Cuevas Como Santillan.
- Marco Bacuzzi Como Gustavo.